# VfL Hannover

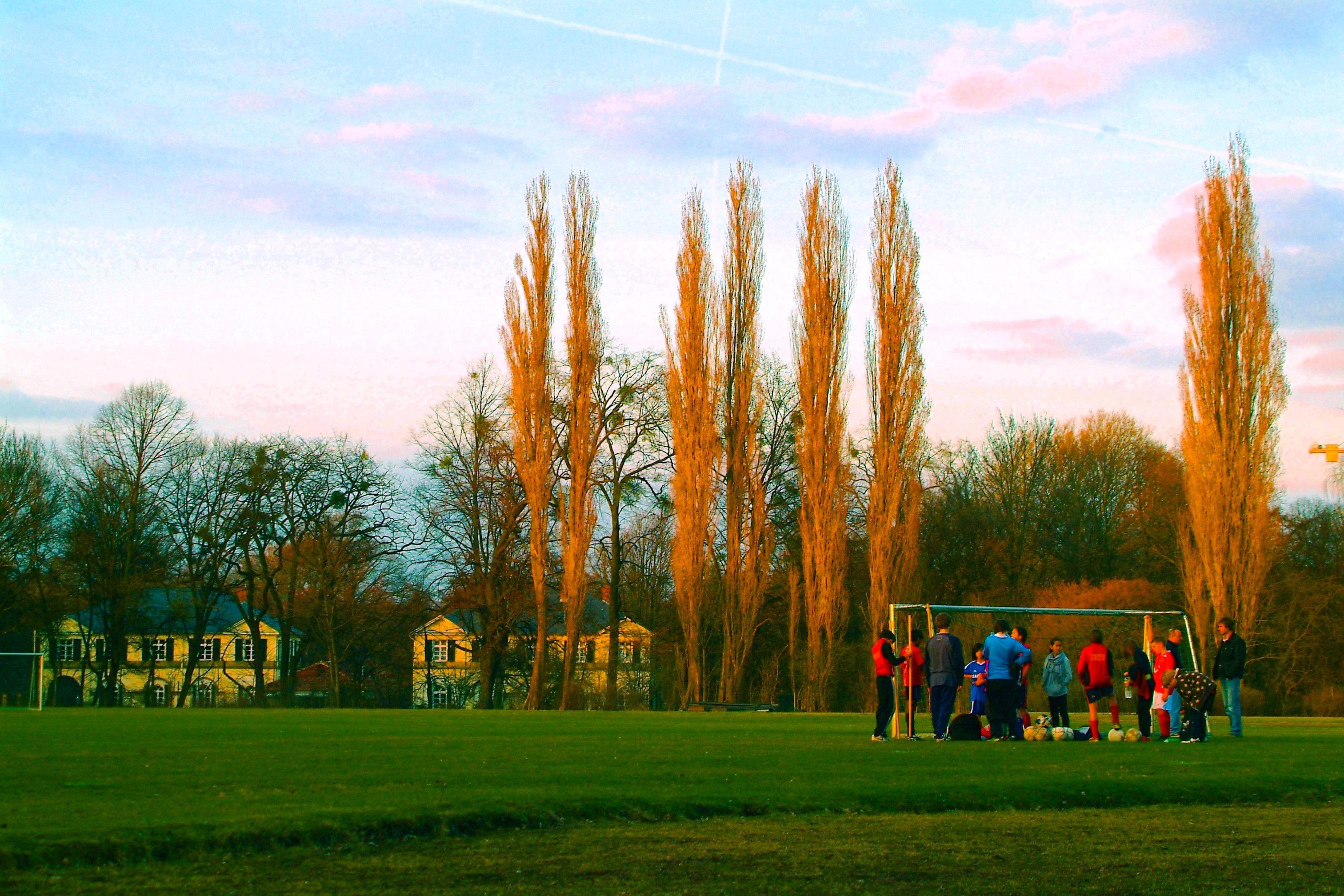
Ehemaliges Vereinsgelände des VfL am Georgengarten

Der Verein für Leibesübungen (VfL) von 1848 e.V. war ein Sportverein in Hannover. Er war der älteste Sportverein von Hannover in Niedersachsen und mit rund 2.400 Mitgliedern (Stand: 2009) zugleich der drittgrößte der Stadt. Im Jahr 2013 fusionierte er mit dem Verein Eintracht Hannover zum VfL Eintracht Hannover.

## Geschichte

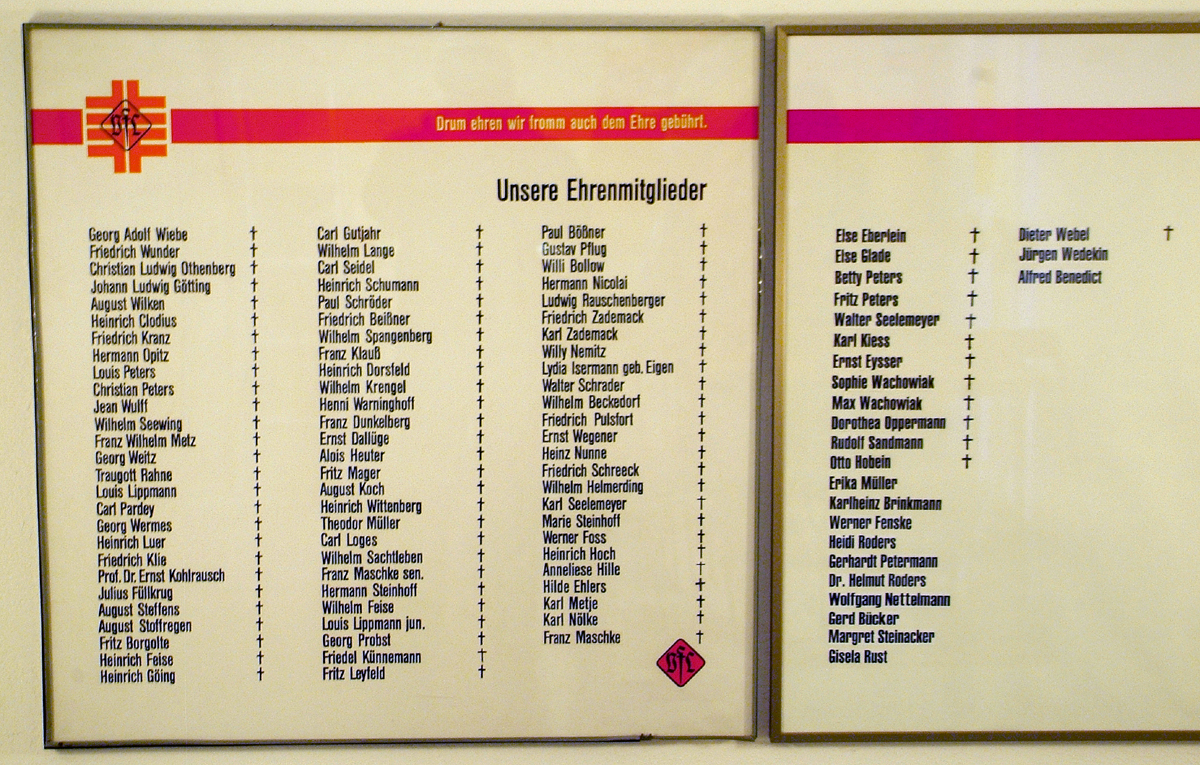
Tafeln mit den Namen der Ehrenmitglieder; darunter Carl Loges

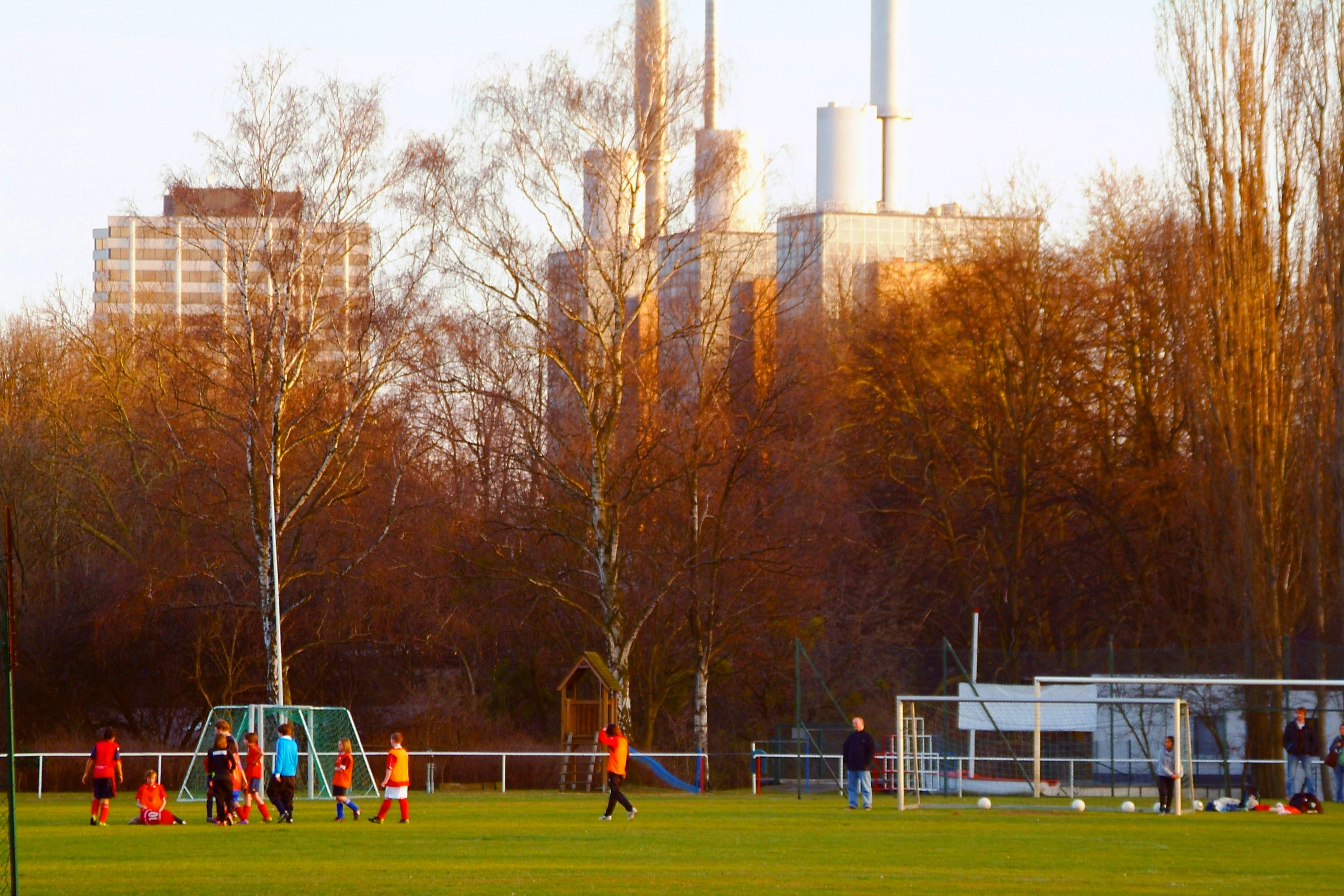
Fußballtraining des Vereins

Der ursprüngliche „Männer-Turnverein Hannover von 1848“ (MTV) wurde von Angehörigen der mittelständischen Berufe im Ballhof gegründet, darunter Ernst Victor Schmorl und Alfred von Seefeld sowie Schüler der Höheren Gewerbeschule. Mit Unterstützung durch die Stadt Hannover wurde 1848/49 ein erster Sportplatz in der Seelhorst angelegt. Der MTV setzte sich für die Förderung des Turnunterrichtes zunächst in den höheren Schulen ein und bildete darüber hinaus als „Rettungsschaar“ eine Feuerlöschgruppe.
1851 hatte der Verein bereits rund 560 Mitglieder. Aus deren Reihen ging 1858 der Turn-Klubb zu Hannover hervor. Seit 1860 wurde zunächst die in der Maschstraße neu errichtete städtische Turnhalle genutzt. Dort präsentierte der MTV dann jährlich Schauturnen und veranstaltete Turnfeste. An nationalen Gedenktagen trat der Verein als eigene Gruppe auf.
Um 1862 hatte sich die anfänglich mittelständische Zusammensetzung des Vereins verändert; nun überwogen die Handwerker mit 84 %. Bis 1870 schrumpfte jedoch die Zahl der Mitglieder des reinen Männer-Turnvereins allmählich auf rund 200.
Erst zwischen 1908 und 1914 wandelte sich der MTV zu einem allgemeinen Sportverein durch die Gründung von Ballspiel- und Leichtathletik-Sparten. Im selben Zeitraum begann Carl Bernhard Loges im MTV seine sportliche Laufbahn.
Im November 1913 wurde direkt neben dem Georgengarten ein Gelände von 20.000 m² gepachtet, um dort einen Spiel- und Sportplatz für die neuen Sportarten anzulegen. Nachdem mit der Weimarer Republik erstmals das Frauenwahlrecht in Deutschland eingeführt worden war, fand in den 1920er Jahren auch die veränderte sportliche Ausrichtung des ehemals reinen Männer-Turnvereins Ausdruck durch den heute gebräuchlichen Namen.
Seit den 1970er Jahren wurden zusätzlich Tennisplätze gebaut und eine Kegelbahn, wurden weitere Sportarten wie Tischtennis, Prellball, Tanzsport und Badminton angegliedert.
In den 1980er Jahren spielten die Volleyball-Frauen in der Bundesliga.
2006 errangen die Damen, die heute ebenso wie die Herren in der Niedersachsen-Liga spielen, den Titel der Deutschen Senioren-Meisterschaft im Prellball.
Im Jahr 2013 fusionierte man, mit Eintragung im Vereinsregister des Amtsgerichts Hannover am 7. August 2013, mit dem „Sportverein Eintracht von 1898 e.V. Hannover“ zum  „VfL Eintracht Hannover von 1848“. Dabei wurden die Sportanlagen und das Vereinsheim des VfL in der Nordstadt aufgegeben; zum Zentrum des neuen Vereins wurden die Anlagen und das Vereinsgelände der Eintracht in der Südstadt.

## Abteilungen
- Badminton
- Faustball
- Fitness
- Gymnastik
- Gesundheitssport
- Kegeln
- Leichtathletik
- Petanque
- Rollstuhltanz
- Tai Chi Chuan
- Tanzen
- Tanzsport
- Tennis
- Tischtennis
- Turnen
- Volleyball
- Walking